# 长征六号系列火箭
长征六号系列火箭是中华人民共和国上海航天技术研究院研制的中型运载工具，包括：长征六号运载火箭、长征六号甲运载火箭、长征六号乙运载火箭、长征六号丙运载火箭、長征六號X運載火箭等型号。